# Pierre Boulanger
Pierre Boulanger (París, 8 de agosto de 1987) es un actor francés. Conocido por la película El señor Ibrahim y las flores del Corán (2003), en la que interpretó a un joven judío, "Momo" Schmidt, y por la película de 2008 Nos 18 ans, donde interpretó a un joven llamado Richard. Es también conocido por su primera película de 2011, Monte Carlo, con Selena Gomez. 

## Filmografía
- Paye ta robe (2019, corto) como Pierre, también director y escritor
- Entebbe (2018) como Maurice Elbaz
- Bye Bye les puceaux (2018, corto) Director y guionista
- White Spirit (2017, corto) como La Noir
- Nuit froide (2017, corto) Director y guionista
- Juegos de carretera (2015) como Thierry
- Rendez-Vous (título en inglés - Obsession ) [2] (2015) como Michel
- Service de nettoyage (2015, corto) como Louis
- Les révoltés (2014) como Antione
- Richelieu: La pourpre et le sang (2014, película para televisión) como Marquis de Cinq Mars
- Dios ayude a la niña (2014) como Anton
- La Source (serie de televisión) como Simon Dubois (2013, 5 episodios)
- Trampa para Cenicienta (2013) como Jean Claude
- Fais pas ci, fais pas ça (serie de televisión) como Orson (2011, 1 episodio)
- La chica improbable (2012) como Luc
- Arrête de pleurer Pénélope (2012) como Justin
- Le sang de la vigne (Serie de TV) como Jonas (2011, 1 episodio)
- Brassens, la mauvaise réputation (2011, película para televisión) como Loulou Bestiou
- Montecarlo (2011) como Theo Marchand
- Chez Maupassant (serie de televisión) como soldado herido (2011, 1 episodio)
- Nos 18 años (2008) como Richard
- Camaradas (2007)
- Camping Paradis (2006) como David
- Comisario Cordier (2006) como Maxime
- Grano de sal (2006) como Maxime
- Penacho de pooides (2005)
- Sauveur Giordano (2005) como Maxime Levain
- L'envers du decor (2005) como Maxime Levain
- Le Proc (2005) como Damien Flamand
- Peligro público (2005) como Damien Flamand
- Les visages d'Alice (2005) como Pierre
- Le Grand Vent (2004) como Antoine
- En la tête du tueur (2004) como Kevin
- Louis Page (2004) como François
- Un viejo amigo (2004) como François
- El señor Ibrahim y las flores del Corán (2003) como Momo.